# アルジルダス・ジュリアン・グレマス
アルジルダス・ジュリアン・グレマス(1917年3月9日 – 1992年2月27日) は、フランスで活躍した記号学者、言語学者。

## 略歴
1917年に帝政ロシアのトゥーラで誕生した。グレマスの両親はともにリトアニア人であった。父ジュリアスは教師、母コンスタンチヤは秘書である。2歳のころに一家は1918年にリトアニア独立宣言を果たしたリトアニアに帰還した。リトアニアでは中等教育の学校でドイツ語とフランス語を学んだ。両親の転勤のため各地の学校に通った。マリヤンポレに所在するギムナジウムを卒業後、カウナスにあるヴィータウタス・マグヌス大学に進学して法学を専攻した。それから1936年にフランスへと留学し、グルノーブルに所在するグルノーブル大学に通った。同大学で言語学を学びプロヴァンス地方の方言を研究、1939年に学位を取得した。その後、グレマスはリトアニアで徴兵された。ソ連やナチス・ドイツの侵攻を経て、1944年にパリへと赴き、ソルボンヌ大学に入学した。ソルボンヌ大学の博士課程ではシャルル・ブリュノーの指導下で論文を書いた。  
フランス国立科学研究センターの研修生を経て、エジプトのアレキサンドリアの学校の講師に着任した。その後、トルコのアンカラ大学でフランス語と文法の講座を担当した。さらにイスタンブール大学、ポワティエ大学といった各大学で教員を務める。アレクサンドリアではロラン・バルトと出会い、深い親交を結んだ。
モーリス・メルロー＝ポンティとクロード・レヴィ＝ストロースの研究に感銘を受けて、グレマスは意味において構造化された把握可能な世界を想定していく。またグレマスはジョルジュ・デュメジル、ルイ・イェルムスレウ、ロマーン・ヤーコブソン、フェルディナン・ド・ソシュールも受容している。1960年代に様々な学術誌に論文を発表して徐々に名声を高めた。1965年にパリで社会科学高等研究院の教授に着任した。1966年にロラン・バルトやベルナール・ポティエとともに学術誌『ランガージュ』を創刊した。
グレマスは国際記号論学会を創立して事務局長に選出された。クロード・レヴィ＝ストロースやロラン・バルトの支援のもと高等研究実習院とコレージュ・ド・フランスに記号言語研究会を設立した。会員にはジェラール・ジュネット、ジュリア・クリステヴァ、クリスチャン・メッツ、ツヴェタン・トドロフらが名を連ねた。
1992年にパリで没した。邦訳された著作には『構造意味論 : 方法の探究』や『意味について』などがある。

## 著作
- Sémantique structurale : recherche de méthode 1966
- Dictionnaire de l'ancien français jusqu'au milieu du XIVe siècle 1968
- Du sens, essais sémiotiques 1970
- Maupassant : la sémiotique du texte, exercices pratiques 1975
- Sémiotique et sciences sociales 1976
- Sémiotique : dictionnaire raisonné de la théorie du langage 1979
- Du sens. 2 1983
- Des dieux et des hommes : études de mythologie lithuanienne 1985
- De l'imperfection 1987
- Sémiotique des passions : des états de choses aux états d'âme 1991
- Dictionnaire du moyen français 1992

## 邦訳
- 『構造意味論 : 方法の探究』　田島宏、鳥居正文訳 紀伊国屋書店 1988
- 『意味について』　赤羽研三訳 水声社　1992